# 최무배
최무배(1970년 6월 27일 ~ )는 대한민국의 종합격투기 선수이다.

## 이력
종교는 무교이며 부산체육고등학교와 동아대학교를 졸업한 그는 2013년 종합격투기 선수 분야 은퇴 이후에는 외조모(外祖母, 외할머니)의 친정 고향 충청남도 예산과 인접한 지역인 대전에 사실상 정착 직후 대전에서 격투기 체육관을 운영하며 대전 지역의 방송에서도 종종 출연하곤 하는 경우가 있다.

## 종합격투기 전적
- 13전 9승 4패

| 경기일자         | 결과 | 상대                | 대회                                           | 내용                        | 라운드 | 시간 |
| ---------------- | ---- | ------------------- | ---------------------------------------------- | --------------------------- | ------ | ---- |
| 2009년 8월 2일   | 패   | 나카오 요시히로     | Sengoku - Ninth Battle                         | 판정                        | 3R     | 5:00 |
| 2009년 6월 7일   | 승   | 후지 카츠히사       | Pancrase - Changing Tour 3                     | 판정                        | 2R     | 5:00 |
| 2009년 1월 4일   | 승   | 데이브 허먼         | Sengoku - No Ran 2009                          | TKO(펀치)                   | 2R     | 2:22 |
| 2008년 6월 8일   | 패   | 마르키오 크루즈     | Sengoku - Third Battle                         | 서브미션(트라이앵글 암바)   | 1R     | 4:37 |
| 2008년 3월 30일  | 승   | 게리 굿리지         | TK - The Khan 1                                | KO(펀치)                    | 2R     |      |
| 2006년 12월 2일  | 승   | 고노 마사유키       | Pancrase - Blow 10                             | 서브미션(암트라이앵글 초크) | 2R     | 1:46 |
| 2005년 11월 5일  | 패   | 실베스터 터카이     | K-1 HERO's - HERO's 2005 in Seoul              | 판정                        | 2R     | 5:00 |
| 2005년 2월 20일  | 패   | 세르게이 하리토노프 | PRIDE 29 - Fists Of Fire                       | KO(펀치)                    | 1R     | 3:24 |
| 2007년 11월 16일 | 승   | 폴 부엔텔로         | STRIKEFORCE - Four men enter, one man survives | TKO(니킥)                   | 2R     | 3:42 |
| 2004년 12월 31일 | 승   | 파울로 세자르 실바  | PRIDE - Shockwave 2004                         | 서브미션(암트라이앵글 초크) | 1R     | 5:47 |
| 2004년 10월 31일 | 승   | 소아 펠레레이       | PRIDE 28 - High Octane                         | 서브미션(리어네이키드 초크) | 2R     | 4:55 |
| 2004년 6월 27일  | 승   | 무라드 아마에프     | Gladiator FC - Day 2                           | TKO(펀치)                   | 1R     | 0:18 |
| 2004년 5월 23일  | 승   | 야마모토 요시히사   | PRIDE - Bushido 3                              | 판정                        | 2R     | 5:00 |
| 2004년 2월 15일  | 승   | 이마무라 요스케     | PRIDE - Bushido 2                              | 서브미션(리어네이키드 초크) | 1R     | 4:08 |